# Boitumelo Mafoko
Boitumelo Mafoko (Mahalapye, 11 de fevereiro de 1982) é um futebolista botsuanense que atua como meia.

## Carreira
Boitumelo Mafoko representou o elenco da Seleção Botsuanense de Futebol no Campeonato Africano das Nações de 2012.